# دوري أنغويلا لكرة القدم
دوري أنغويلا لكرة القدم هو الدوري الوطني لكرة القدم في أنغويلا. البطل الحالي هو نادي اتاكيرز.